# Zawisza Bydgoszcz (2005–2007)

Logo Zawisza Bydgoszcz

Zawisza Bydgoszcz SA byl polský fotbalový klub, který vznikl, když byl tým Kujawiak Włocławek přesunut do Bydgoszcze a přejmenován na Hydrobudowa. 
Původní Zawisza Bydgoszcz pokračoval ve hře ve třetí lize. Nový klub však měl velmi podobné logo a stejný název. Výsledkem bylo, že Zawisza a příznivci po celé zemi bojkotovali přemístěný tým. Rezervní tým pokračoval pod jménem Kujawiak Włocławek ve čtvrté polské lize. Klub vydržel dvě sezóny ve druhé divizi,  než v roce 2007 skončil v důsledku vážných obvinění z korupce a ovlivňování zápasů.